# Klemens (Kutsomitis)
Klemens, imię świeckie Dimitrios Kutsomitis (ur. 1954 w Aipeian) – duchowny Greckiego Kościoła Prawosławnego, od 2014 biskup pomocniczy archidiecezji Aten.

## Życiorys
15 sierpnia 1984 został przyjęty w stan mniszy, a 23 sierpnia został wyświęcony na diakona. Święcenia kapłańskie przyjął 1 maja 1985. Chirotonię biskupią otrzymał 11 października 2014 jako biskup pomocniczy arcybiskupstwa Aten ze stolicą tytularną Metonia.